# Haliartos

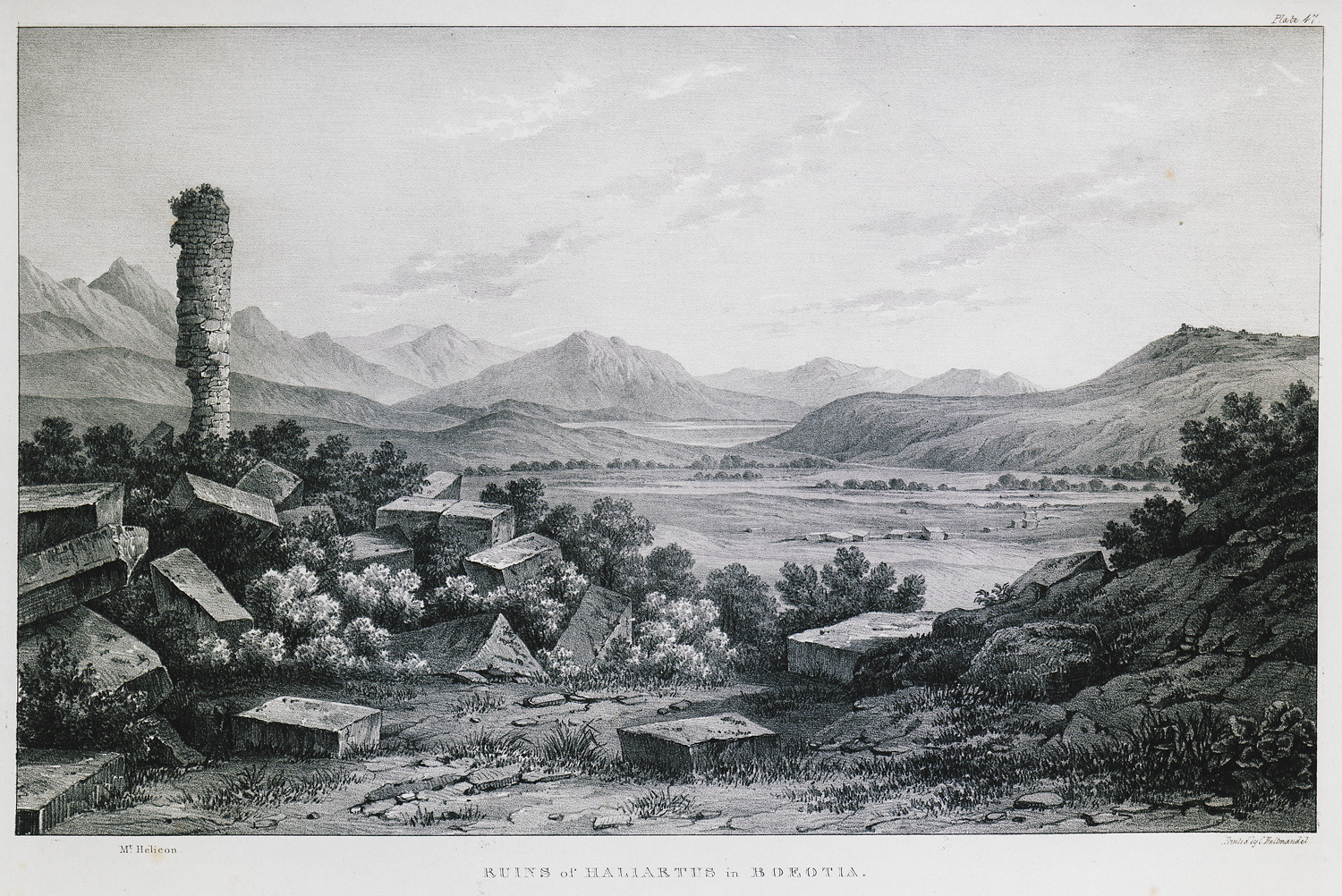
Edward Dodwell: Ruinen von Haliartos (1834).

Haliartos (altgriechisch Ἁλίαρτος Halíartos; lateinisch Haliartus) war eine antike griechische Stadt. Sie lag im mittleren Böotien am südlichen Ufer des Kopaïs-Sees, westlich des modernen Aliartos.

## Überlieferung
Das Reich von Andreus, dem Gründer von Orchomenos, umfasste auch die Haliartis. Als Athamas zu ihm kam, übertrug er ihm die Herrschaft über Laphystion. Athamas nahm Haliartos und Koronos, die beiden Söhne des Thersandros bei sich auf, die ihn beerben sollten. Als jedoch Phrixos, der Sohn des Athamas, oder dessen Sohn Presbon nach Laphystion kam, räumten diese den Thron und überließen ihn dem rechtmäßigen Erben. Sie selbst gründeten Haliartos und Koroneia. Nach Homer beherrschte die Stadt Haliartos Plataiai, Glisas, die Unterstadt von Theben, Onchestos, Arne, Nisas und Anthedon.
Pausanias berichtet, dass Haliartos, da es sich zu den Griechen bekannte, 480 v. Chr. von Xerxes I. zerstört wurde. Dies wird jedoch in Zweifel gezogen, da Herodot diese Zerstörung nicht erwähnt. 424 v. Chr. kämpft Haliartos in der Schlacht von Delion auf der Seite der Böotier. In der Schlacht von Haliartos fand der spartanische Feldherr Lysander 395 v. Chr. während eines Angriffs auf die Stadtmauern von Haliartos den Tod. Im dritten makedonischen Krieg wurde Haliartos wegen der Parteinahme für den makedonischen König Perseus im Jahr 171 v. Chr. durch den römischen Feldherrn Gaius Lucretius erobert und zerstört. Das Gebiet fiel an Athen, die Stadt wurde nicht wieder aufgebaut. Pausanias sah in Haliartos ein Heroon für Kekrops und zwei Tempel, von denen er aber nicht wusste, welchen Göttern sie geweiht waren.

## Haliartis
Der Machtbereich von Haliartos wurde Haliartis genannt. In diesem Bereich sollen die Flüsse Okalea, Lophis, Hoplites, Permessos, und Olmeios in den Kopaïssee gemündet sein. Die Sage berichtet, dass die Haliartis ursprünglich trocken war. Der Herrscher von Haliartos befragte deshalb das Orakel von Delphi. Er erhielt zur Antwort, er solle nach Hause gehen und unterwegs den ersten, den er antrifft, töten. Auf dem Heimweg traf er als erstes seinen eigenen Sohn Lophis, den er sofort tötete. Dieser lief noch umher, bevor er endgültig starb. Dort, wo sein Blut den Boden benetzte, entsprang eine Quelle und der Fluss wurde nach ihm Lophis genannt.
Zur Haliartis gehörten die Städte Medeon, Onchestos, Okalea, Peteon, Alalkomenai und das Heiligtum der Praxidikai am Tilphossion.

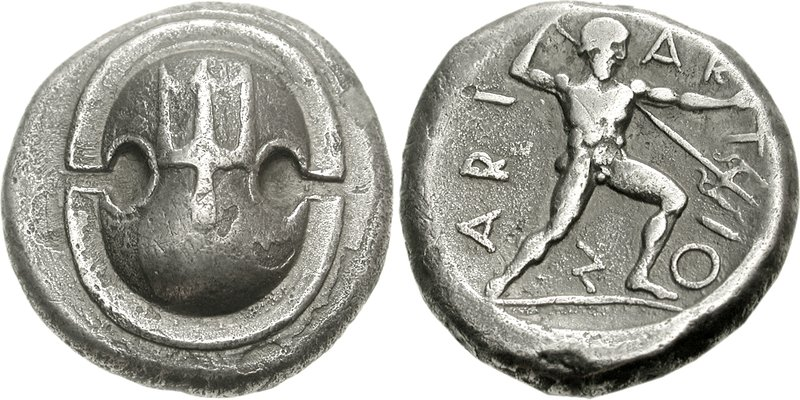
Stater aus Haliartos (400–375 v. Chr.). Seite 1: Böotisches Schild mit Dreizack, Seite 2: Poseidon, Beischrift: ARI-AR-T-IO-N (Aliartion).

## Geschichte
Der Ort war schon in mittelhelladischer und mykenischer Zeit besiedelt. Spätestens seit dem 6. Jahrhundert v. Chr. gehörte die Stadt zum Böotischen Städtebund unter Führung Thebens. Die Stadt prägte schon früh (550–500 v. Chr.) große Silbermünzen.
Auf der Akropolis der Stadt sind Baureste von der mykenischen Zeit bis zum 4. Jahrhundert v. Chr. erhalten. An ihrer höchsten Stelle befand sich ein Tempel der Athena aus dem 6. Jahrhundert v. Chr., der im 2. Jahrhundert v. Chr. zerstört und nicht mehr errichtet wurde. Östlich der Stadt lag das Heiligtum des Poseidon Onchestios, das von 338 bis 146 v. Chr. Zentrum des Böotischen Bundes war.